# Egidie Bibio Ingabire
 (mai 2025).
Motif : pas de sources secondaires centrées sur le sujet
- Archive Wikiwix
- Bing
- Cairn
- DuckDuckGo
- E. Universalis
- Gallica
- Google
- G. Books
- G. News
- G. Scholar
- Persée
- Qwant
- (zh) Baidu
- (ru) Yandex
- (wd) trouver des œuvres sur Wikidata

| 1. | Préciser le motif de la pose du bandeau. | Précisez le motif de la pose du bandeau en utilisant la syntaxe suivante : {{admissibilité à vérifier\|date=juillet 2025\|motif=remplacez ce texte par le motif}}                          |
| 2. | Informer les utilisateurs concernés.     | Pensez à avertir le créateur de l'article, par exemple, en insérant le code ci-dessous sur sa page de discussion : {{subst:avertissement admissibilité à vérifier\|Egidie Bibio Ingabire}} |

Ingabire Egidie Bibio est une journaliste rwandaise travaillant avec l'agence de diffision au Rwanda  (RBA). Elle est la présidente de l’Association des femmes journalistes rwandaises le mandant de 3 ans de puis Mais 2025.

## Biographie
Ingabire Egidie Bibio est née au Rwanda. Elle a terminé ses études secondaires au couvent de la Bienheureuse Vierge Marie à Save, dans le district de Gisagara, où elle a étudié les langues. Elle a ensuite poursuivi ses études à l’Université du Rwanda à Huye, où elle a obtenu un diplôme en journalisme. Pendant ses études à l'université, elle a travaillé à Radio Salus, qui opère dans la ville de Huye.

## Parcours professionnel
Bibio est une femme qui travaille a la télévision du Rwanda fait des informations en langue kinyarwanda, elle est redactrice dela station, Egidie anime divers programmes et dirige certains programmes sur la télévision rwandaise (RTV). Elle a fait partie du comité de sélection de Miss Rwanda 2022.
Bibio a également été élue première femme journaliste presidente de l'Association des femmes journalistes rwandaises, où elle avait pour noble objectif de former les femmes à devenir journalistes et à faire preuve d'audace dans la défense de leurs collègues en tant que femmes dans les médias.

## Vie privé
Le 5 août 2012, Egidie est marrie à Sam Mandela et Mère de  deux enfants.